# ライストリューゴーン族

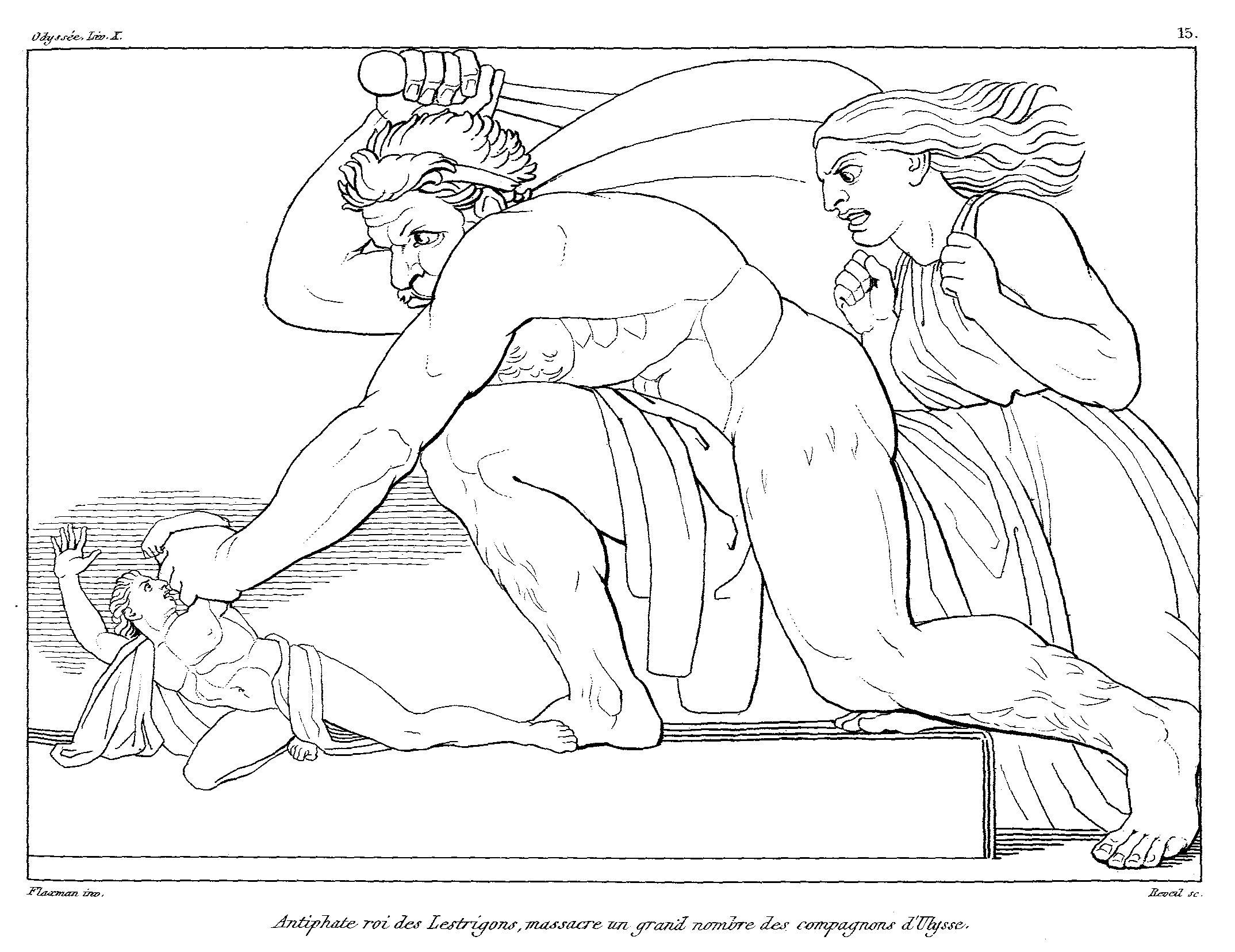
オデュッセウスの部下を襲うライストリューゴーン族の王アンティパテースと、その妻。ジョン・フラックスマン画。

ライストリューゴーン族（古代ギリシア語: Λαιστρυγών / Laistrygon　複数形: ライストリューゴネス（Λαιστρυγόνες / Laistrygones））は、ギリシア神話に登場する人喰い種族である。長母音を省略してライストリュゴン族、ライストリュゴネスとも表記される。
ライストリューゴーン族は、人間というより巨人に近く、巨大な身体と怪力を持ち、残虐で、人を喰らったといわれる。オデュッセウスはトロイアから帰国する途中、アイオロスの島に次いでアンティパテース王が支配するライストリューゴーン族の国を訪れた。

## 神話
ホメーロスの叙事詩『オデュッセイアー』によると、オデュッセウスはアイオロスの島を訪れたときに様々な風を袋に封じてもらい、順調に航海を進めた。しかし部下の一人が袋を開いてしまい、アイオロスの島に逆戻りしてしまった。オデュッセウスはアイオロスに助けを求めたが、アイオロスはオデュッセウスを神に嫌われた忌むべき者として追い払った。
その後、オデュッセウスは航海を続け、7日目にたどり着いたのがライストリューゴーン族の国だった。この土地は天にある昼の通る通路と夜の通る通路の間がとても狭かったので、夜に牧場から帰る者と、朝に牧場へ出かける者とが挨拶を交わすという珍しいことが起こり、眠らなくても平気な者は1日のうちに牛の世話と羊の世話ができるので、2人分の仕事ができたという。
オデュッセウスが到着したのはライストリューゴーン族の王ラモスが創建したテーレピュロス市の天然の良港で、港は両側が絶壁に囲まれ、港の入口は両側から岬が突き出ていて狭くなっていた。またこの国にはアルタキエーという泉があって、ライストリューゴーン族はみなこの泉で水を汲んだ。
オデュッセウスはテーレピュロスの港に入ると、港の一番外側に船団を停泊させ、岩壁を登って遠方を見渡した。しかし近くに人の住んでいる形跡がなかったので、オデュッセウスは3人の部下にこの土地を探索させた。部下たちはアルタキエーの泉の近くでアンティパテース王の娘に出会い、王の館の場所を聞いて訪れた。ところがアンティパテースは部下たちを見ると、すぐに1人を捕まえて料理し、食べてしまった。残った部下たちが驚いて船に逃げ戻ると、アンティパテースは大声でライストリューゴーン族を集め、オデュッセウスの船団を攻撃させた。彼らは大きな岩を投げつけて船を次々に粉砕し、オデュッセウスの部下たちを串刺しにして食料として持ち帰った。オデュッセウスはあわてて船を出航させたが、オデュッセウスの船しか残らなかった。
なお、後世になると、ライストリューゴーン族の国はシケリア島、あるいはイタリアのカンパーニア地方のフォルミアイであるとされた。